# پرچم افتخار چرم‌پوشی

پرچم افتخار چرم‌پوشی

پرچم افتخار چرم‌پوشی (به انگلیسی: Leather Pride flag) نمادی است که توسط خرده‌فرهنگ چرم از دههٔ ۱۹۹۰ تاکنون استفاده می‌شود. این پرچم در سال ۱۹۸۹ توسط «تونی دی. بلِیس» طراحی شد.
این پرچم از ۹ نوار رنگی افقی با پهنای برابر تشکیل شده‌است. نوارها از بالا به پایین به طور متناوب سیاه و آبی سلطنتی هستند. در مرکز پرچم یک نوار سفید وجود دارد. در گوشهٔ بالایی و سمت چپ پرچم نیز یک قلب بزرگ قرمز قرار دارد.